# Palazzo dell'Aeronautica (Roma)
Palazzo dell'Aeronautica è un edificio situato nella città di Roma che ospita la sede dello Stato maggiore dell'Aeronautica Militare; fu costruito durante il ventennio fascista (1929 - 1931), difatti il suo primo ruolo fu di essere la sede del Ministero dell'aeronautica, fino al 1947.

## Storia

Il complesso architettonico del Palazzo dell'Aeronautica appena completato.

Italo Balbo, maresciallo dell'aria e ministro dell'aeronautica, affidò il progetto per la sede del ministero della forza dell'aria al giovane architetto Roberto Marino; l'edificio fu costruito tra il 1929 ed il 1931. I lavori furono ultimati in due anni ed il palazzo è il primo in Italia ad essere costruito interamente in cemento armato con colonne portanti di 40 metri, un articolato su otto corpi di fabbrica con fondazioni di 21 metri di profondità, una platea in calcestruzzo spessa un metro e mezzo e ampia 10.500 metri quadri. La struttura venne inaugurata ufficialmente il 28 ottobre 1931 come sede della Regia Aeronautica, legando così questa cerimonia con il IX anniversario della marcia su Roma e quindi all'inizio dell'era fascista. L'organizzazione degli spazi interni in "spazi continui", le soluzioni tecnologiche e gli impianti utilizzati spesso avveniristici per l'epoca, batterie di ascensori in moto perpetuo, posta pneumatica, rispondono a criteri di modernità e funzionalità del tutto nuovi. Il Palazzo è sede dello Stato Maggiore dell'Aeronautica.

## Descrizione

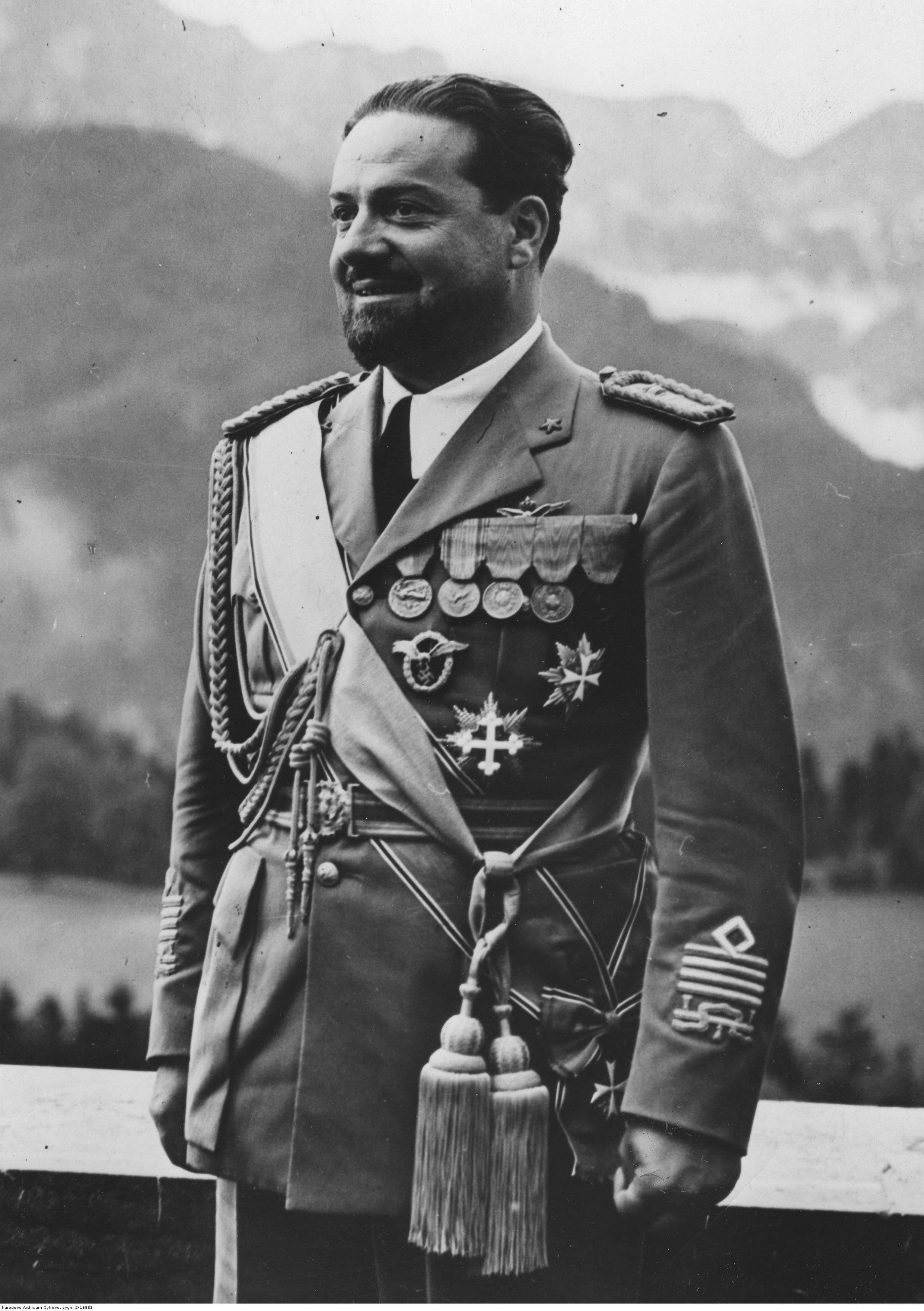
Il maresciallo dell'aria Italo Balbo.

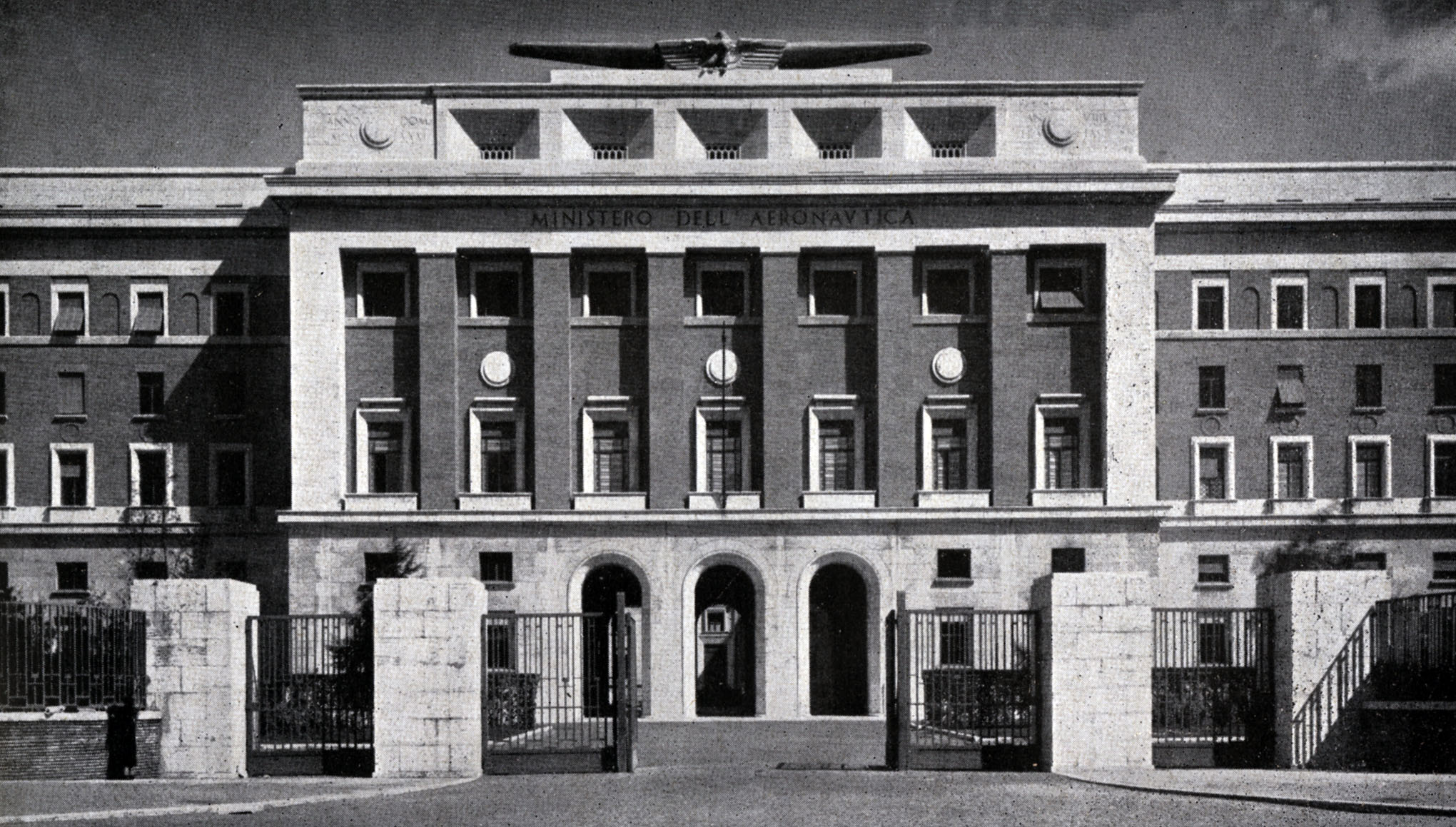
Palazzo dell'Aeronautica nel 1939.

Il maresciallo Balbo, che nel corso della seconda trasvolata atlantica aveva fatto sosta a New York e Chicago, era rimasto entusiasta del modello americano degli uffici open space e volle che fossero riprodotti anche nel nuovo ministero. Si doveva celebrare il mito dell’efficienza, della modernità, della velocità  che ben si adattava alla giovane arma. Questo comportò una trasformazione dell’edificio in corso d’opera; dall’iniziale struttura prevista dal progetto, si dovette ricorrere ad una struttura in cemento armato che permettesse di avere ampi spazi lavorativi senza muri divisori. L'architetto Roberto Marino fu costretto a riprogettare quasi giorno per giorno il suo lavoro per venire incontro alle richieste di Balbo. Il risultato fu un edificio dalle linee pulite, sobrie ed eleganti per quella che doveva essere “una macchina per lavorare”. Balbo impose l’orario di lavoro continuato (all’epoca una novità assoluta) e a questo scopo fu creata l’Aeromensa, che poteva contenere fino a 1500 persone, allestita con banconi dove si poteva mangiare in piedi, grazie ad alcuni contenitori per mantenere al caldo il pasto che si poteva ordinare in anticipo. Prima di rientrare al lavoro, dopo aver gustato un caffè nell’Aerobar, era d’obbligo lavarsi mani e denti. Le pareti della mensa erano decorate dalle pitture di Marcello Dudovich, andate quasi interamente perdute (Dudovich è stato un grandissimo grafico pubblicitario, che creò opere per La Rinascente, FIAT, Campari). Considerate molto moderne per l’epoca furono i 4 ascensori Paternoster a cabina aperta, ancora funzionanti ma ovviamente non più utilizzati per ragioni di sicurezza, e il sistema di posta pneumatica, le cui tubazioni coprivano una rete di 34 km.

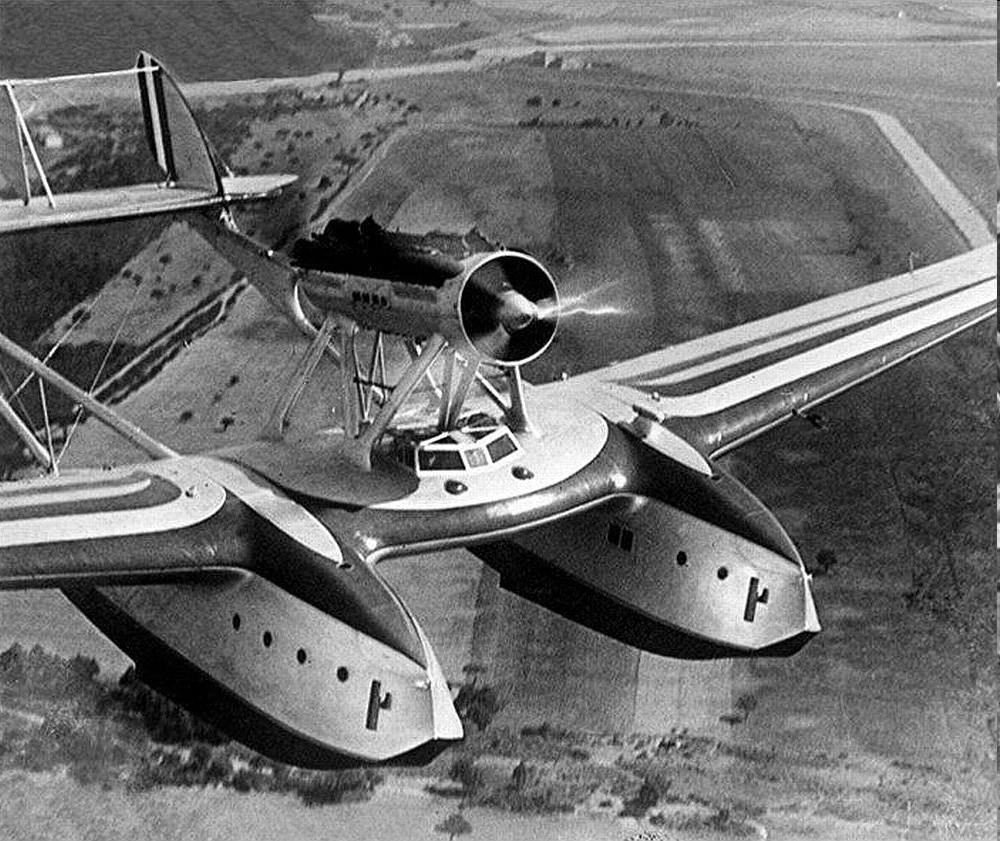
Un Savoia-Marchetti S.55 in volo.

Negli ambienti di rappresentanza si cercarono soluzioni decorative che fossero discrete, ma al tempo stesso eleganti e significative come le maniglie che rappresentano un profilo alare stilizzato, la forma del Bastone di Comando degli ufficiali, che si ritrovano nelle ringhiere dello Scalone d’Onore ed i lampadari, che riproducono il motore stellare degli Savoia-Marchetti S.55, tenuti da catene simili a quelle degli ancoraggi degli idrovolanti. Superati  i gradini d’ingresso, e le arcate monumentali della facciata, si può notare il Lapidario dei Tre Archi dove vengono ricordati i circa 8200 caduti appartenenti all'aviazione; i loro nomi sono incisi sulle lastre di travertino che rivestono le pareti del cortile. Tra di essi anche i nomi di due donne e di Bruno Mussolini. Il lapidario dei Tre Archi è considerato il monumento ai Caduti dell’Aeronautica Militare che, in tale contesto, ne onora la memoria in occasione degli anniversari più importanti della Forza Armata. Il 28 marzo 2003, nella ricorrenza dell'80º anniversario della costituzione dell’Aeronautica Militare venne simbolicamente accesa una lampada votiva posta al centro del colonnato. Si sale poi lo Scalone d’Onore, rivestito con pregiati marmi italiani, dove, al primo ballatoio, si può ammirare il quadro di Giacomo Balla “Celeste metallico aeroplano”, donato dalla famiglia del pittore. Arrivati al secondo piano, l’entrata della Sala degli Eroi è affiancata dai busti di Francesco Baracca e Alessandro Guidoni. Qui erano custoditi i ritratti dedicati ai grandi nomi dell’Aeronautica italiana. Lungo la Galleria d’Onore si aprono le varie sale di rappresentanza del Palazzo e solo in queste stanze troviamo finestre dotate di raffinate vetrate colorate in stile Art déco come riparo dalla luce del sole, visto che nel resto dell’edificio era vietato l’uso di scuri o tende. La Sala della Madonna di Loreto, patrona degli aviatori, ospita il dipinto a lei dedicato di Carlo Maratta: il quadro ha la particolarità di essere incernierato su uno dei lati lunghi alla parete in modo da poter essere accostato al muro ed evitare così che la Vergine dovesse assistere alle discussioni sulle operazioni di guerra. Tra le stanze più interessanti spiccano l'Ufficio del sottosegretario, che fu lo studio di Balbo, la cui decorazione è dedicata alla prima crociera atlantica in Brasile.

Stemma della Regia Aeronautica.

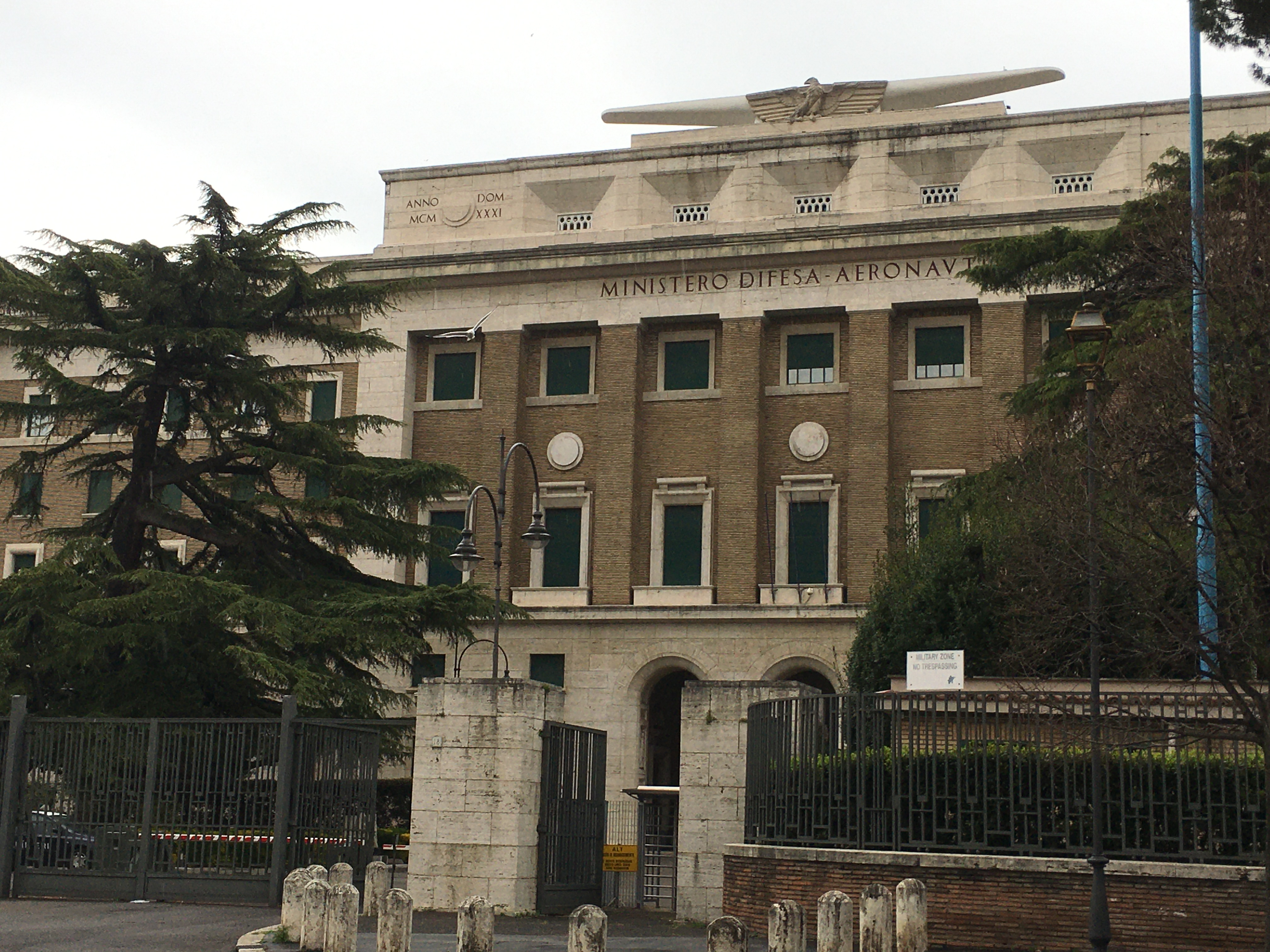
Il Palazzo dell'Aeronautica, sede dello Stato maggiore dell'Aeronautica Militare.

Tra le costruzioni, a pochi passi dal Palazzo dell'Aeronautica, l'edificio oggi occupato dalla Biblioteca Centrale dell'Aeronautica Militare costruito nel 1934 con finalità formative dei piloti della Regia Aeronautica, la cosiddetta "Scuola di Guerra Aerea", poi trasferita prima della seconda guerra mondiale a Firenze nell'Istituto di scienze militari aeronautiche. La Biblioteca Centrale costituisce, con l'Archivio Storico dell'Aeronautica militare, la prima sezione dell'Ufficio Storico dell'Aeronautica Militare a sua volta incardinato nell'Ufficio Generale per la Comunicazione dell'Aeronautica Militare che dipende dal capo di stato maggiore dell'Aeronautica Militare. La Biblioteca ha una raccolta di circa 40.000 volumi. Il nucleo centrale di quanto posseduto della biblioteca risale alla costituzione dell'Ufficio Storico, istituito nel 1926, a tre anni dalla nascita della Regia Aeronautica costituita il 28 marzo 1923. La biblioteca è specializzata in pubblicazioni storico-aeronautiche e tecnico militari, con oltre 20.000 volumi plurilingue, ma non mancano volumi di letteratura generalista, storica e artistica e importanti collezioni enciclopediche. La collezione è arricchita da importanti donazioni private tra le quali quella del generale Mario Ajmone Cat, oltre alle donazioni effettuate dai moltissimi autori che pubblicano dopo aver studiato, in sala studio o per corrispondenza, sulle fonti dell'Archivio Storico dell'Aeronautica Militare. Tra le finalità della biblioteca la promozione e la valorizzazione della cultura aeronautica e della storia dell'aviazione e dell'Aeronautica italiana attraverso l'acquisizione, la conservazione, il restauro e la divulgazione del proprio patrimonio librario, l'aggiornamento culturale e storico-aeronautico del personale delle forze armate e l'orientamento e il coordinamento delle biblioteche militari dei reparti dell'Aeronautica Militare. La Biblioteca effettua servizio di libera consultazione aperta al pubblico, e di prestito per il solo personale dell'Aeronautica Militare ed aderisce al Servizio bibliotecario nazionale, ma non partecipa al prestito interbibliotecario. Alla biblioteca è annessa anche la locale emeroteca con importanti collezioni storico militari ove sono custodite anche le raccolte dei bollettini e delle Gazzette ufficiali.